# Felipe Benalcázar
Felipe Benalcázar (Cali, Valle del Cauca, Colombia; 15 de enero de 1977) es un exfutbolista colombiano. Jugaba como defensa.

## Clubes
| Club                 | País     | Año       |
| -------------------- | -------- | --------- |
| Atlético Huila       | Colombia | 1998-1999 |
| Real Cartagena       | Colombia | 2000      |
| Deportivo Pereira    | Colombia | 2001      |
| Once Caldas          | Colombia | 2002      |
| Atlético Nacional    | Colombia | 2002-2003 |
| Atlético Bucaramanga | Colombia | 2003      |
| Deportivo Pereira    | Colombia | 2004      |
| Águilas Doradas      | Colombia | 2005      |
| Atlético Huila       | Colombia | 2006-2008 |
| La Equidad           | Colombia | 2009      |
| Junior               | Colombia | 2010      |
| Deportivo Pereira    | Colombia | 2011      |

## Palmarés

### Campeonatos nacionales
| Título          | Club   | País     | Año  |
| --------------- | ------ | -------- | ---- |
| Torneo Apertura | Junior | Colombia | 2010 |